# Nekrolog März 2006
Nekrolog
◄◄
| ◄
| 2002
| 2003
| 2004
| 2005
| 2006 | 2007 | 2008 | 2009 | 2010 | ► | ►►
Januar |
Februar |
März |
April |
Mai |
Juni |
Juli |
August |
September |
Oktober |
November |
Dezember 2006
Weitere Ereignisse | Allgemeiner Nekrolog 2006
Die Beschreibung der verstorbenen Person sollte so kurz wie möglich gehalten sein und nur deren signifikante Tätigkeit(en) enthalten.
Neue Namen ggf. auch unter dem Geburts- und Sterbedatum, also etwa unter 1. Januar und im Geburts- und Sterbejahr (2024) eintragen (nur bei entsprechender großer Wichtigkeit). Für Beispiele siehe die schon vorhandenen Artikel.
Außerdem über die fünf zuletzt Verstorbenen, zu denen es einen ausreichend guten Artikel für eine Präsentation auf der Hauptseite gibt, nach der todesbedingten Überarbeitung der Artikel ggf. auch unter Wikipedia Diskussion:Hauptseite informieren und sie am besten auch in den anderen Wikipedia-Sprachversionen eintragen. Tipp: Regelmäßig bei news.google.de nach „ist tot“, „gestorben“ oder „verstorben“ suchen.
Wenn eine Person gestorben ist, gibt es viele Seiten zu dieser Person in der Wikipedia, die davon auch betroffen sind und entsprechend aktualisiert werden müssen. Beispiele: Namenübersichtsseite, Geburtsjahr, Geburtsort-Seiten und viele mehr.
Wie finde ich die betroffenen Seiten?
Im Suchfeld auf der linken Seite gibt man den Suchbegriff so ein: „Vorname Nachname“. Dann klickt man auf Volltext und alle Seiten mit entsprechendem Suchtext werden aufgerufen. Hier sieht man dann schnell, wo auch das Todesjahr Sinn macht oder sogar ein Teil des Artikels angepasst werden muss. Auch hilft das „Werkzeug“ auf der linken Seite sehr gut, um solche Seiten aufzufinden: „Links auf diese Seite“. Somit ist die Wikipedia wieder aktuell in allen Bereichen! Hinweis: bei Eintragung der Kategorie „Gestorben JAHR“ wird der Missbrauchsfilter 49 ausgelöst, was jedoch nicht schlimm ist. Siehe: Spezial:Missbrauchsfilter/49
Dies ist eine Liste von im März 2006 verstorbenen bekannten Persönlichkeiten. Die Einträge erfolgen innerhalb der einzelnen Daten alphabetisch sortiert. Tiere sind im Nekrolog für Tiere zu finden.

## März
| Tag      | Name                                      | Beruf, bekannt als                                                                              | Alter | Beleg |
| -------- | ----------------------------------------- | ----------------------------------------------------------------------------------------------- | ----- | ----- |
| 1. März  | Annette von Aretin                        | erste Fernsehansagerin des Bayerischen Rundfunks                                                | 85    |       |
| 1. März  | Joëlle Aubron                             | französische Terroristin                                                                        | 46    |       |
| 1. März  | Netti Christensen                         | deutsche Widerstandskämpferin und Vorschulpädagogin der DDR                                     | 92    |       |
| 1. März  | Mack Easley                               | US-amerikanischer Jurist und Politiker                                                          | 89    |       |
| 1. März  | Eugen Ewig                                | deutscher Historiker                                                                            | 92    |       |
| 1. März  | Peter Eykmann                             | deutscher Politiker (FDP), MdL                                                                  | 64    |       |
| 1. März  | Alexandar Fol                             | bulgarischer Historiker                                                                         | 72    |       |
| 1. März  | Reidar Liaklev                            | norwegischer Eisschnellläufer                                                                   | 88    |       |
| 1. März  | Peter Osgood                              | englischer Fußballspieler                                                                       | 59    |       |
| 1. März  | Peter Sykes                               | australischer Regisseur                                                                         | 66    |       |
| 1. März  | Jenny Tamburi                             | italienische Schauspielerin                                                                     | 53    |       |
| 1. März  | Jack Wild                                 | britischer Schauspieler                                                                         | 53    |       |
| 1. März  | Don Willis                                | US-amerikanischer Rockabilly-Musiker                                                            | 72    |       |
| 1. März  | Zehdi Labib Terzi                         | palästinensischer Politiker und Diplomat                                                        | 82    |       |
| 2. März  | Leopold Gratz                             | österreichischer Politiker (SPÖ)                                                                | 76    |       |
| 2. März  | Bill Hays                                 | britischer Regisseur                                                                            | 67    |       |
| 2. März  | Willie Kent                               | US-amerikanischer Blues-Sänger und Bassist                                                      | 70    |       |
| 2. März  | Philippe Muray                            | französischer Schriftsteller                                                                    |       |       |
| 2. März  | Gilles Quispel                            | niederländischer Theologe, Kirchen- und Religionshistoriker                                     | 89    |       |
| 2. März  | Garrett Scott                             | US-amerikanischer Dokumentarfilmer                                                              | 37    |       |
| 2. März  | Rachel Mellon Walton                      | US-amerikanische Philanthropin                                                                  | 107   |       |
| 3. März  | Ivor Cutler                               | schottischer Dichter, Songwriter und Komiker                                                    | 83    |       |
| 3. März  | Charles Franklin Hodge                    | US-amerikanischer Musiker                                                                       | 71    |       |
| 3. März  | Gleb Rahr                                 | deutsch-russischer Kirchenhistoriker                                                            | 83    |       |
| 3. März  | Walter Schluep                            | Schweizer Jurist                                                                                |       |       |
| 3. März  | Franz Schlüter                            | deutscher Politiker (CDU), MdL                                                                  | 80    |       |
| 3. März  | Martin Selber                             | deutscher Schriftsteller                                                                        | 82    |       |
| 3. März  | Alfred Sommer                             | deutscher Kriminalbeamter, Politiker (SPD)                                                      | 80    |       |
| 3. März  | Henrique Teixeira de Sousa                | kapverdischer Mediziner und Schriftsteller                                                      | 86    |       |
| 3. März  | Richard Vander Veen                       | US-amerikanischer Politiker                                                                     | 83    |       |
| 4. März  | Sylvester Birngruber                      | österreichischer Zisterzienser, Religionspädagoge, Autor und Verfolgter des Nationalsozialismus | 91    |       |
| 4. März  | John Reynolds Gardiner                    | US-amerikanischer Schriftsteller                                                                | 61    |       |
| 4. März  | Wolfgang Hahn-Cremer                      | deutscher Medienberater und Politiker                                                           | 57    |       |
| 4. März  | Herbert Kirk                              | protestantischer nordirischer Politiker                                                         | 93    |       |
| 4. März  | Roman Ogaza                               | polnischer Fußballspieler                                                                       | 53    |       |
| 4. März  | Hans Ruland                               | deutscher Jazzautor und -journalist                                                             |       |       |
| 4. März  | Edgar Valter                              | estnischer Schriftsteller, Illustrator, Karikaturist                                            | 76    |       |
| 5. März  | Milan Babić                               | serbischer Politiker, Kriegsverbrecher und Präsident der Republik Serbische Krajina             | 50    |       |
| 5. März  | Janine Chasseguet-Smirgel                 | französische Psychoanalytikerin                                                                 |       |       |
| 5. März  | Hilbrand Hartlief                         | niederländischer Volleyballspieler und Sportreporter                                            | 57    |       |
| 5. März  | Richard Kuklinski                         | US-amerikanischer Schwerverbrecher                                                              | 70    |       |
| 5. März  | Jeremiah Morris                           | US-amerikanischer Schauspieler und Regisseur                                                    | 76    |       |
| 5. März  | Don Oreck                                 | US-amerikanischer Schauspieler                                                                  | 75    |       |
| 5. März  | John Joseph Paul                          | US-amerikanischer Geistlicher, Bischof von La Crosse                                            | 87    |       |
| 5. März  | John Sandusky                             | US-amerikanischer American-Football-Trainer                                                     | 80    |       |
| 5. März  | Donato Squicciarini                       | römisch-katholischer Erzbischof, Diplomat und Apostolischer Nuntius                             | 78    |       |
| 5. März  | Walter Zeiss                              | deutscher Rechtswissenschaftler                                                                 | 72    |       |
| 6. März  | Anne Braden                               | US-amerikanische Bürgerrechtlerin                                                               | 81    |       |
| 6. März  | Lilly Dymont                              | deutsch-amerikanische Pianistin und Musikpädagogin                                              | 94    |       |
| 6. März  | King Floyd                                | US-amerikanischer Soulsänger und Songwriter                                                     | 61    |       |
| 6. März  | Gunnar Halvorsen                          | norwegischer Politiker                                                                          | 60    |       |
| 6. März  | Rupert Hartl                              | österreichischer Politiker (SPÖ), Landeshauptmann-Stellvertreter, Parteivorsitzender            | 84    |       |
| 6. März  | Bernhard Justen                           | deutscher Ingenieur, Projektmanagement-Pionier und Hochschullehrer                              |       |       |
| 6. März  | Mortimo Planno                            | jamaikanischer Philosoph und Rastafari                                                          | 85    |       |
| 6. März  | Kirby Puckett                             | US-amerikanischer Baseballspieler                                                               | 45    |       |
| 6. März  | Dana Reeve                                | US-amerikanische Schauspielerin und Sängerin                                                    | 44    |       |
| 6. März  | Herbert Rohwer                            | deutscher Handballspieler                                                                       | 83    |       |
| 6. März  | K. Shankar                                | indischer Regisseur                                                                             | 79    |       |
| 6. März  | Hans-Dieter Söling                        | deutscher Biochemiker                                                                           | 76    |       |
| 6. März  | Simon Ungers                              | deutscher Architekt und Künstler                                                                | 48    |       |
| 6. März  | Arthur Wahl                               | US-amerikanischer Chemiker                                                                      | 88    |       |
| 6. März  | Ruth Weiss                                | chinesische Journalistin                                                                        | 97    |       |
| 7. März  | Elfriede Florin                           | deutsche Schauspielerin                                                                         | 93    |       |
| 7. März  | Wilhelm Gessel                            | deutscher Patrologe                                                                             | 73    |       |
| 7. März  | Bridget Holloman                          | US-amerikanische Schauspielerin                                                                 | 50    |       |
| 7. März  | Walter Holy                               | deutscher Trompeter und Hochschullehrer                                                         | 84    |       |
| 7. März  | Howard Jackson                            | US-amerikanischer Boxer, Karate-Kämpfer und Kickboxer                                           | 54    |       |
| 7. März  | John Junkin                               | britischer Radio-, Fernseh- und Filmschauspieler und Drehbuchautor                              | 76    |       |
| 7. März  | John J. McFall                            | US-amerikanischer Politiker                                                                     | 88    |       |
| 7. März  | Jens-Peter Ostendorf                      | deutscher Komponist                                                                             | 61    |       |
| 7. März  | Gordon Parks                              | US-amerikanischer Filmregisseur und Fotograf                                                    | 93    |       |
| 7. März  | Theodor Rutt                              | deutscher Pädagoge und Hochschullehrer                                                          |       |       |
| 7. März  | Ken Sykora                                | britischer Jazzmusiker und Hörfunkmoderator                                                     | 82    |       |
| 7. März  | Ali Farka Touré                           | malischer Bluesmusiker                                                                          | 66    |       |
| 7. März  | Johannes C. Weiss                         | deutscher Journalist und Fernsehproduzent                                                       | 52    |       |
| 7. März  | Jean-Claude Zwahlen                       | Schweizer Politiker                                                                             | 62    |       |
| 8. März  | Teresa Ciepły                             | polnische Leichtathletin und Olympionikin                                                       | 68    |       |
| 8. März  | Giordano Cottur                           | italienischer Radrennfahrer                                                                     | 91    |       |
| 8. März  | Irmgard Giering                           | deutsche Künstlerin und Kunsterzieherin                                                         | 81    |       |
| 8. März  | John Heap                                 | britischer Geograph und Polarforscher                                                           | 74    |       |
| 8. März  | Carlo Hommel                              | luxemburgischer Organist                                                                        | 52    |       |
| 8. März  | Raphe Malik                               | US-amerikanischer Free-Jazz-Trompeter                                                           | 57    |       |
| 8. März  | Helmut Müller-Lankow                      | deutscher Schauspieler und Sprecher                                                             | 77    |       |
| 8. März  | Helen Petrauskas                          | US-amerikanische Juristin und Managerin                                                         | 61    |       |
| 8. März  | Ernst Alexander Rauter                    | österreichischer Schriftsteller                                                                 | 76    |       |
| 8. März  | Ramón Artemio Staffolani                  | argentinischer Altbischof von Villa de la Concepción del Río Cuarto                             | 75    |       |
| 8. März  | Ian Ward                                  | britischer Stabhochspringer                                                                     | 77    |       |
| 9. März  | Hanka Bielicka                            | polnische Sängerin, Schauspielerin und Kabarettistin                                            | 90    |       |
| 9. März  | Austin Black                              | US-amerikanischer Schauspieler und Pornodarsteller                                              | 43    |       |
| 9. März  | Margarethe Dux                            | österreichische Schauspielerin                                                                  |       |       |
| 9. März  | Erik Elmsäter                             | schwedischer Leichtathlet und Nordischer Kombinierer                                            | 86    |       |
| 9. März  | Geir Ivarsøy                              | norwegischer Softwareentwickler (Opera)                                                         | 48    |       |
| 9. März  | Henrik Johansson                          | schwedischer Gitarrist                                                                          | 28    |       |
| 9. März  | Wolfgang Leesch                           | deutscher Archivar und Historiker                                                               | 92    |       |
| 9. März  | Jean Leymarie                             | französischer Kunsthistoriker                                                                   | 86    |       |
| 9. März  | Bernard Joseph McFadden                   | US-amerikanischer Schauspieler                                                                  | 59    |       |
| 9. März  | Anna Moffo                                | US-amerikanische Opernsängerin                                                                  | 73    |       |
| 9. März  | Gerold Ratz                               | österreichischer Politiker                                                                      | 86    |       |
| 9. März  | Harry Seidler                             | österreichisch-australischer Architekt                                                          | 82    |       |
| 9. März  | Wolfram Steude                            | deutscher Musikwissenschaftler und Musiker                                                      | 74    |       |
| 9. März  | Laura Stoica                              | rumänische Sängerin                                                                             | 38    |       |
| 9. März  | Joan Elizabeth Turville-Petre             | britische Philologin                                                                            | 94    |       |
| 9. März  | John Wilde                                | US-amerikanischer Maler                                                                         | 86    |       |
| 10. März | Péter Halász                              | ungarischer Regisseur und Schauspieler                                                          | 62    |       |
| 10. März | Jean Hermil                               | französischer Altbischof von Viviers                                                            | 88    |       |
| 10. März | Kraft-Alexander zu Hohenlohe-Oehringen    | deutscher Schauspieler und Theaterintendant                                                     | 80    |       |
| 10. März | Erwin Jaskulski                           | österreichischer Leichtathlet                                                                   | 103   |       |
| 10. März | Heribert Marré                            | deutscher Unternehmer                                                                           |       |       |
| 10. März | Maliheh Nazari                            | iranische Theater- und Filmschauspielerin                                                       |       |       |
| 10. März | Hans Oberndorfer                          | deutscher Astronom, Buchautor und langjähriger Leiter der Bayerischen Volkssternwarte München   | 80    |       |
| 10. März | John Profumo                              | britischer Politiker                                                                            | 91    |       |
| 10. März | Uwe Sörensen                              | deutscher Marineoffizier, Admiral Marinerüstung                                                 | 86    |       |
| 11. März | Anthony Farrar-Hockley                    | britischer General, Militärhistoriker und -schriftsteller                                       | 81    |       |
| 11. März | Bernie Geoffrion                          | kanadischer Eishockeyspieler und -trainer                                                       | 75    |       |
| 11. März | Herbert V. Guenther                       | deutscher Orientalist, Buddhologe und Tibetologe                                                | 88    |       |
| 11. März | Ron Hastings                              | kanadischer Theaterschauspieler                                                                 | 69    |       |
| 11. März | Gerhard Heilfurth                         | deutscher Volkskundler                                                                          | 96    |       |
| 11. März | Slobodan Milošević                        | jugoslawisch-serbischer Politiker                                                               | 64    |       |
| 11. März | Gerard Radnitzky                          | deutscher Wissenschaftstheoretiker und Hochschullehrer                                          | 84    |       |
| 11. März | Riccardo Rinaldi                          | deutscher Comiczeichner und Illustrator                                                         | 61    |       |
| 11. März | Jesús Miguel Rollán                       | spanischer Wasserballspieler                                                                    | 37    |       |
| 11. März | Lindsay Shonteff                          | britischer Regisseur                                                                            | 70    |       |
| 11. März | Raymond Touroul                           | französischer Autorennfahrer und Stuntman                                                       | 67    |       |
| 12. März | Emil Beck                                 | deutscher Fechttrainer                                                                          | 70    |       |
| 12. März | Joseph Bova                               | US-amerikanischer Schauspieler                                                                  | 81    |       |
| 12. März | Jurij Brězan                              | sorbischer Schriftsteller                                                                       | 89    |       |
| 12. März | Carl-Theo Ehlers                          | deutscher Mediziner                                                                             | 80    |       |
| 12. März | István Gyulai                             | ungarischer Sportler, 400-m-Läufer                                                              | 62    |       |
| 12. März | Jonatan Johansson                         | schwedischer Snowboarder                                                                        | 26    |       |
| 12. März | Othmar Luczensky                          | österreichischer Manager und Sportfunktionär                                                    | 79    |       |
| 12. März | Theodor Matthes                           | deutscher Chirurg und Onkologe                                                                  | 96    |       |
| 12. März | Katja Nick                                | deutsche Vortragskünstlerin                                                                     | 88    |       |
| 12. März | Friedrich Ostermann                       | deutscher Literaturwissenschaftler, Deutschdidaktiker und Reformer der Lehrerbildung            | 87    |       |
| 12. März | Erhard Rittershaus                        | deutscher Manager und Hamburger Senator                                                         | 74    |       |
| 13. März | Robert C. Baker                           | US-amerikanischer Ernährungswissenschaftler, Erfinder der Chicken Nuggets                       | 84    |       |
| 13. März | Roy Clarke                                | walisischer Fußballspieler                                                                      | 80    |       |
| 13. März | Jimmy Johnstone                           | schottischer Fußballspieler                                                                     | 61    |       |
| 13. März | Larry Rice                                | US-amerikanischer Bluegrass-Musiker                                                             |       |       |
| 13. März | Maureen Stapleton                         | US-amerikanische Schauspielerin                                                                 | 80    |       |
| 14. März | João José Burke, OFM                      | brasilianischer Bischof                                                                         | 71    |       |
| 14. März | Lennart Meri                              | estnischer Politiker                                                                            | 76    |       |
| 14. März | Mario Epifanio Abdallah Mgulunde          | tansanischer Erzbischof von Tabora                                                              | 75    |       |
| 14. März | Eugen Oker                                | deutscher Schriftsteller und Spielekritiker                                                     | 86    |       |
| 14. März | Jørgen Lykke Olsen                        | dänisch-schweizerischer Physiker und Hochschullehrer                                            | 82    |       |
| 14. März | Georg Völker                              | deutscher Sänger (Bariton)                                                                      | 82    |       |
| 14. März | Alonso Zamora Vicente                     | spanischer Schriftsteller, Romanist und Hispanist                                               | 90    |       |
| 15. März | José Gabriel Calderón Contreras           | kolumbianischer Geistlicher, Bischof von Cartago                                                | 86    |       |
| 15. März | Jacques Legras                            | französischer Schauspieler                                                                      | 82    |       |
| 15. März | George Mackey                             | US-amerikanischer Mathematiker                                                                  | 90    |       |
| 15. März | Josué Montello                            | brasilianischer Journalist, Theaterwissenschaftler und Schriftsteller                           | 88    |       |
| 15. März | Georgios Rallis                           | griechischer Premierminister                                                                    | 87    |       |
| 15. März | Heinz Sarkowski                           | deutscher Buchhersteller, Verlagsmann und Buchhistoriker                                        | 80    |       |
| 15. März | Kebba M. Touray                           | gambischer Politiker                                                                            |       |       |
| 15. März | Dick Wildung                              | US-amerikanischer American-Football-Spieler                                                     | 84    |       |
| 15. März | Günter Wolff                              | deutscher Politiker                                                                             | 86    |       |
| 16. März | Janny Brugman-de Vries                    | niederländische Bildhauerin                                                                     | 87    |       |
| 16. März | Paul Buck                                 | deutscher Klavierpädagoge                                                                       | 94    |       |
| 16. März | Gerda Daumerlang                          | deutsche Wasserspringerin                                                                       | 85    |       |
| 16. März | Jonathan Delisle                          | kanadischer Eishockeyspieler                                                                    | 28    |       |
| 16. März | Dieter Dost                               | deutscher Schauspieler                                                                          | 69    |       |
| 16. März | Miguel Espinós                            | spanischer Bahnradsportler                                                                      | 59    |       |
| 16. März | Jan Eysselt                               | tschechischer Eishockeyspieler und -trainer                                                     | 60    |       |
| 16. März | David Feintuch                            | US-amerikanischer Science-Fiction-Autor                                                         | 61    |       |
| 16. März | Paul Flaherty                             | US-amerikanischer Informatiker und Elektroingenieur                                             | 42    |       |
| 16. März | Stephan Foremny                           | deutscher Musiker, Komponist, Chorleiter und Hochschullehrer                                    | 75    |       |
| 16. März | Klaus Hermsdorf                           | deutscher Germanist                                                                             | 76    |       |
| 16. März | Emilio Knechtle                           | Schweizer adventistischer Erweckungsprediger                                                    | 83    |       |
| 16. März | Susi Lanner                               | österreichisch-amerikanische Schauspielerin und Sängerin                                        | 94    |       |
| 16. März | René Lasserre                             | französischer Koch                                                                              | 93    |       |
| 16. März | André Nguyên Van Nam                      | vietnamesischer Bischof von Mỹ Tho                                                              | 84    |       |
| 16. März | Ramadhan K. H.                            | indonesischer Schriftsteller                                                                    | 79    |       |
| 16. März | Josef Reich                               | österreichischer Politiker (ÖVP), Abgeordneter zum Nationalrat                                  | 87    |       |
| 16. März | Jürgen Schoch                             | deutscher Hürdenläufer                                                                          | 43    |       |
| 16. März | Serizawa Chōsuke                          | japanischer Archäologe                                                                          | 86    |       |
| 17. März | Lumumba Carson                            | US-amerikanischer Rapmusiker und Mitglied der Band X-Clan                                       | 49    |       |
| 17. März | Oleg Cassini                              | US-amerikanischer Modeschöpfer                                                                  | 92    |       |
| 17. März | Narvin Kimball                            | US-amerikanischer Jazz-Musiker                                                                  | 96    |       |
| 17. März | Edith Krappe                              | deutsche Politikerin (SPD), MdA                                                                 | 96    |       |
| 17. März | Ray Meyer                                 | US-amerikanischer Basketballtrainer                                                             | 92    |       |
| 17. März | G. William Miller                         | US-amerikanischer Politiker, Finanzminister und Präsident der US-Notenbank                      | 81    |       |
| 17. März | Hubert Mordek                             | deutscher Mediävist                                                                             | 66    |       |
| 17. März | Marc Moret                                | Schweizer Manager                                                                               | 82    |       |
| 17. März | Romeo Panciroli                           | italienischer Geistlicher, katholischer Bischof und vatikanischer Diplomat                      | 82    |       |
| 17. März | Jakob Stucki                              | Schweizer Politiker (BGB/SVP)                                                                   | 81    |       |
| 17. März | Albert C. Sundberg                        | US-amerikanischer Neutestamentler                                                               | 84    |       |
| 18. März | Heinz Hess                                | deutscher Kaufmann                                                                              | 64    |       |
| 18. März | Minnie Pwerle                             | australische Künstlerin, Aborigine                                                              |       |       |
| 18. März | Ernst Schubert                            | deutscher Historiker                                                                            | 64    |       |
| 19. März | Radu Aldulescu                            | rumänischer Cellist                                                                             | 83    |       |
| 19. März | Mohammad Ali                              | pakistanischer Filmschauspieler                                                                 | 74    |       |
| 19. März | Brad Case                                 | US-amerikanischer Regisseur                                                                     | 93    |       |
| 19. März | Bertrand Desmazières                      | französischer Botschafter                                                                       |       |       |
| 19. März | Robin Hodder                              | australischer Hockeyspieler                                                                     | 68    |       |
| 19. März | Zdeněk Matouš                             | tschechischer Schauspieler und Sänger                                                           | 74    |       |
| 19. März | Peter-Emil Rupp                           | deutschstämmiger Industriemanager                                                               | 75    |       |
| 20. März | Anselmo Colzani                           | italienischer Opernsänger                                                                       | 87    |       |
| 20. März | Dominique Gauthier                        | kanadischer Arzt und Folklorist                                                                 | 96    |       |
| 20. März | Horst Keil                                | deutscher evangelischer Pfarrer, Journalist und Autor                                           | 68    |       |
| 20. März | Susanne Linnman                           | schwedische Filmeditorin                                                                        | 68    |       |
| 20. März | John Morressy                             | US-amerikanischer Science-Fiction-Schriftsteller                                                | 75    |       |
| 20. März | Bhrigu Kumar Phukan                       | indischer Politiker                                                                             | 49    |       |
| 20. März | Moira Redmond                             | britische Schauspielerin                                                                        | 77    |       |
| 20. März | Gene Scott                                | US-amerikanischer Tennisspieler                                                                 | 68    |       |
| 21. März | Desmond Ackner, Baron Ackner              | britischer Jurist                                                                               | 85    |       |
| 21. März | Jörn Eckert                               | deutscher Jurist und Hochschulprofessor                                                         | 51    |       |
| 21. März | Gerry Ehman                               | kanadischer Eishockeyspieler                                                                    | 73    |       |
| 21. März | Margaret Ewing                            | schottische Politikerin (SNP)                                                                   |       |       |
| 21. März | Philip B. Kunhardt junior                 | US-amerikanischer Filmproduzent, Regisseur und Autor                                            | 78    |       |
| 21. März | Bernard Lacoste                           | französischer Modeschöpfer und Unternehmer                                                      | 74    |       |
| 21. März | Arnold Müller                             | Schweizer Tierarzt, Politiker (Grüne) und Nationalrat                                           | 81    |       |
| 21. März | Max Schulze-Vorberg                       | deutscher Jurist, Journalist und Politiker (CSU), MdB                                           | 87    |       |
| 22. März | Ria Beckers                               | niederländische Politikerin                                                                     | 67    |       |
| 22. März | Nicolas Birtz                             | luxemburgischer Fußballspieler                                                                  | 84    |       |
| 22. März | Pierre Clostermann                        | französischer Jagdpilot, Abgeordneter und Industrieller                                         | 85    |       |
| 22. März | Eduard Fally                              | österreichischer General                                                                        | 76    |       |
| 22. März | Decio Lucio Grandoni                      | italienischer Bischof von Orvieto-Todi                                                          | 77    |       |
| 22. März | Pío Leyva                                 | kubanischer Musiker                                                                             | 88    |       |
| 22. März | Britt Lomond                              | US-amerikanischer Schauspieler                                                                  | 80    |       |
| 22. März | Zygmunt Mierzwiak                         | deutscher Schauspieler                                                                          | 76    |       |
| 22. März | Kenneth D. Peach jr.                      | US-amerikanischer Kameramann                                                                    | 75    |       |
| 22. März | Stig Wennerström                          | schwedischer Offizier und sowjetischer Spion                                                    | 99    |       |
| 23. März | Denis Bowen                               | britischer metavisueller Maler                                                                  | 84    |       |
| 23. März | Sarah Caldwell                            | US-amerikanische Operndirigentin                                                                | 82    |       |
| 23. März | Eloy de la Iglesia                        | spanischer Filmregisseur                                                                        | 62    |       |
| 23. März | Gerhard Limberg                           | deutscher Militär, Offizier der deutschen Luftwaffe und Inspekteur der Luftwaffe                | 85    |       |
| 23. März | Stasys Mikelis                            | litauischer Politiker                                                                           | 52    |       |
| 23. März | Mykola Slawow                             | ukrainischer Ökonom, Diplomat und Politiker                                                     | 79    |       |
| 23. März | Feodora zu Solms                          | deutsche Leichtathletin und Olympiateilnehmerin                                                 | 85    |       |
| 23. März | Cindy Walker                              | US-amerikanische Countrymusikerin, Sängerin und Songschreiberin                                 | 87    |       |
| 23. März | Alfred Weber                              | deutscher Amerikanist, Literatur- und Filmwissenschaftler                                       | 81    |       |
| 24. März | Jörg Bastuck                              | deutscher Rallyefahrer                                                                          | 36    |       |
| 24. März | John Glenn Beall junior                   | US-amerikanischer Politiker                                                                     | 78    |       |
| 24. März | Danilo Lazović                            | serbischer Schauspieler                                                                         | 54    |       |
| 24. März | Juan Lockward                             | dominikanischer Sänger und Komponist                                                            | 90    |       |
| 24. März | Ion Munteanu                              | rumänischer Fußballspieler                                                                      | 50    |       |
| 24. März | Eckhard Neumann                           | deutscher Grafik-Designer und Publizist                                                         | 72    |       |
| 24. März | Lynne Perrie                              | britische Schauspielerin                                                                        | 74    |       |
| 24. März | Norman J. G. Pounds                       | britischer Historiker und Geograph                                                              | 94    |       |
| 24. März | Nicolae Tănăsescu                         | rumänischer Fußballspieler und -trainer                                                         | 55    |       |
| 24. März | Wera Titowa                               | sowjetische bzw. russische Schauspielerin sowie Synchronsprecherin                              | 77    |       |
| 24. März | Manfred Weihmann                          | deutscher Offizier und Leiter der VRD des MfS                                                   | 67    |       |
| 25. März | Jacob Admiraal                            | niederländischer Schauspieler, Schriftsteller und Filmemacher                                   | 68    |       |
| 25. März | Johan Bontekoe                            | niederländischer Schwimmer                                                                      | 61    |       |
| 25. März | Bob Carlos Clarke                         | irisch-britischer Fotograf                                                                      | 55    |       |
| 25. März | Rocío Dúrcal                              | spanische Schauspielerin und Sängerin                                                           | 61    |       |
| 25. März | Hermann Eggerer                           | deutscher Biochemiker                                                                           | 78    |       |
| 25. März | Richard Fleischer                         | US-amerikanischer Regisseur                                                                     | 89    |       |
| 25. März | Theo Girshausen                           | deutscher Theaterwissenschaftler                                                                | 55    |       |
| 25. März | Buck Owens                                | US-amerikanischer Country-Sänger                                                                | 76    |       |
| 25. März | Tom Toelle                                | deutscher Regisseur                                                                             | 74    |       |
| 25. März | Raimund Wimmer                            | österreichischer Unternehmer                                                                    | 49    |       |
| 26. März | Angelo d’Arrigo                           | italienischer Gleitschirmpilot, Hängegleiterpilot, Ornithologe                                  | 44    |       |
| 26. März | Anil Biswas                               | indischer Politiker der CPI (M)                                                                 | 62    |       |
| 26. März | David Cunliffe-Lister, 2. Earl of Swinton | britischer Politiker und Peer                                                                   | 69    |       |
| 26. März | Paul Dana                                 | US-amerikanischer Autorennfahrer                                                                | 30    |       |
| 26. März | Erwin Gomeringer                          | deutscher Politiker (CDU), MdL                                                                  | 91    |       |
| 26. März | Klaus Hoppe                               | deutscher Ingenieur                                                                             | 68    |       |
| 26. März | Ayako Koshino                             | japanische Modedesignerin                                                                       | 92    |       |
| 26. März | Kristoffer Lepsøe                         | norwegischer Ruderer                                                                            | 84    |       |
| 26. März | Ole Madsen                                | dänischer Fußballspieler                                                                        | 71    |       |
| 26. März | Don Martineau                             | kanadischer Eishockeyspieler                                                                    | 53    |       |
| 26. März | Nikki Sudden                              | englischer Musiker, Sänger, Gitarrist, Produzent und Singer-Songwriter                          | 49    |       |
| 26. März | Nelly Wacker                              | russlanddeutsche Autorin                                                                        | 86    |       |
| 27. März | Theo Becker                               | deutscher Önologe                                                                               | 79    |       |
| 27. März | Peter Brogle                              | Schweizer Schauspieler                                                                          | 72    |       |
| 27. März | Werner Camichel                           | Schweizer Bobfahrer                                                                             | 61    |       |
| 27. März | Dan Curtis                                | US-amerikanischer Filmregisseur und Film- und Fernsehproduzent                                  | 77    |       |
| 27. März | Ian Hamilton Finlay                       | schottischer Künstler und Schriftsteller                                                        | 80    |       |
| 27. März | Stanisław Lem                             | polnischer Philosoph, Essayist und Science-Fiction-Autor                                        | 84    |       |
| 27. März | Walter Thimm                              | deutscher Erziehungswissenschaftler und Soziologe                                               | 69    |       |
| 27. März | Rudolf Vrba                               | slowakischer Pharmakologe, Zeitzeuge KZ Auschwitz                                               | 81    |       |
| 27. März | Peter Wells                               | australischer Musiker                                                                           | 59    |       |
| 28. März | Don Alias                                 | US-amerikanischer Jazz-Schlagzeuger                                                             | 66    |       |
| 28. März | Wilfried Baasner                          | deutscher Schauspieler                                                                          | 65    |       |
| 28. März | Jerome Brudos                             | US-amerikanischer Serienmörder                                                                  | 67    |       |
| 28. März | Pro Hart                                  | australischer Maler                                                                             | 77    |       |
| 28. März | Mathias Tantau jun.                       | deutscher Rosenzüchter                                                                          | 93    |       |
| 28. März | Caspar Weinberger                         | US-amerikanischer Politiker                                                                     | 88    |       |
| 29. März | LeBaron Colt                              | US-amerikanischer Botaniker                                                                     | 77    |       |
| 29. März | Salvador Elizondo                         | mexikanischer Schriftsteller und Kritiker                                                       | 73    |       |
| 29. März | Henry Farrell                             | US-amerikanischer Schriftsteller und Drehbuchautor                                              | 85    |       |
| 29. März | Carl Robert Frühsorger                    | deutscher Arzt und Kulturenthusiast                                                             | 91    |       |
| 29. März | Werner Wolf Glaser                        | deutsch-schwedischer Komponist, Kunsthistoriker und Dirigent                                    | 92    |       |
| 29. März | Thomas Gratt                              | österreichischer Aktivist der Bewegung 2. Juni                                                  | 50    |       |
| 29. März | Carol MonPere                             | US-amerikanische Drehbuchautorin                                                                | 72    |       |
| 29. März | Jürgen Nicolai                            | deutscher Ornithologe, Autor und Verhaltensforscher                                             | 80    |       |
| 29. März | Gretchen Rau                              | US-amerikanische Bühnenbildnerin und Filmausstatterin                                           | 66    |       |
| 29. März | Bob Veith                                 | US-amerikanischer Rennfahrer                                                                    | 79    |       |
| 29. März | Hans Zitzelsberger                        | deutscher Priester, Lehrer, Hochschullehrer und Heimatforscher                                  | 99    |       |
| 30. März | Dieter Hägermann                          | deutscher Historiker                                                                            | 67    |       |
| 30. März | Howard Hickey                             | US-amerikanischer American-Football-Trainer                                                     | 89    |       |
| 30. März | Manohar Shyam Joshi                       | indischer Schriftsteller                                                                        | 73    |       |
| 30. März | Vladimir Kandel                           | dänischer Musiker und Schauspieler                                                              | 75    |       |
| 30. März | John McGahern                             | irischer Schriftsteller                                                                         | 71    |       |
| 30. März | Joseph Merhi                              | libanesischer Geistlicher, römisch-katholischer Bischof von Kairo der Maroniten                 | 94    |       |
| 30. März | Ana Montenegro                            | brasilianische Autorin, Journalistin, Anwältin und Aktivistin                                   | 90    |       |
| 31. März | Heny Álvarez                              | puerto-ricanischer Komponist, Perkussionist und Sänger                                          | 76    |       |
| 31. März | George L. Brown                           | US-amerikanischer Politiker                                                                     | 79    |       |
| 31. März | Olive McKean                              | US-amerikanische Schwimmerin                                                                    | 90    |       |
| 31. März | Jackie McLean                             | US-amerikanischer Jazz-Altsaxophonist                                                           | 74    |       |
| 31. März | Alan William Halliday Pearsall            | britischer Marinehistoriker                                                                     | 80    |       |
| 31. März | Lilly Joss Reich                          | österreichisch-US-amerikanische Fotografin                                                      | 94    |       |
| 31. März | Candice Rialson                           | US-amerikanische Schauspielerin                                                                 | 54    |       |
| 31. März | Lilly Wust                                | deutsche Geliebte von Felice Schragenheim                                                       | 92    |       |
| März     | Manfred Harder                            | deutscher Wirtschaftswissenschaftler                                                            |       |       |
| März     | Liu Yuhong                                | malaysische Badmintonspielerin chinesischer Herkunft                                            | 32    |       |
| März     | John McGarrity                            | schottischer Fußballtorhüter                                                                    | 80    |       |